# Eleven League FIDAF 2003
L'Eleven League FIDAF 2003 è stata, nel 2003, il campionato italiano di football americano organizzato dalla FIDAF.
Vi parteciparono soltanto 4 squadre del sud Italia, mentre i restanti team del centro-nord furono iscritti alla Golden League e alla Silver League, campionati organizzati dalla FIAF. Le squadre del nord-est furono aggregate al campionato transnazionale Alpeadria.

## Stagione regolare

### Calendario

#### Week 1
| Catania 26 aprile 2003 | Elephants Catania | 14 – 14 (6-8 8-0 0-0 0-6)                                       | Sharks Palermo | Stadio Santa Maria Goretti |
| \| \| \| \| \| Mangano Q1 (TD) 28yd pass from Gregorio Barbagallo Persano Q2 (TD) 6yd pass from Gregorio Barbagallo Strano Q2 (tpc) \| Marcatori \| La Greca Q1 (TD) 15yd run Minio Q1 (tpc) Parisi Q4 (TD) 3yd run \| |                   |                                                                 |                |                            |
| |                   |                                                                 |                |                            |
| Mangano Q1 (TD) 28yd pass from Gregorio Barbagallo Persano Q2 (TD) 6yd pass from Gregorio Barbagallo Strano Q2 (tpc)                                                                                                   | Marcatori         | La Greca Q1 (TD) 15yd run Minio Q1 (tpc) Parisi Q4 (TD) 3yd run |                |                            |

| Misilmeri 27 aprile 2003 | Corsari Palermo | 36 – 0 | Delfini Taranto | Corsari Lair |

#### Week 2
| Palermo 18 maggio 2003 | Corsari Palermo | 20 – 22 | Elephants Catania | Velodromo Paolo Borsellino |

| Taranto 18 maggio 2003 | Delfini Taranto | 12 – 42 | Sharks Palermo | Stadio Erasmo Iacovone |

#### Week 3
| Arbitro: | Andrea Catalfamo |

|                                                                               |           | |
| ? Q1 (TD) ? Q1 (tpc) Di Fede Q4 (TD) pass from Joel Arturo da Silva Contreras | Marcatori | La Greca Q3 (TD) run Di Fulco Q3 (tpc) La Greca Q3 (TD) pass from Massimiliano Parisi Parisi Q3 (tpc) Minio Q4 (TD) pass from Massimiliano Parisi Nania Q3 (tpc) |

| Arbitro: | Andrea Catalfamo |

| |           | |
| Marra Q1 (TD) 32yd run Strano Q1 (pat) Marra Q1 (TD) 37yd run Gulisano Q1 (tpc) Marra Q2 (TD) 61yd run Pringle Q3 (TD) 3yd run Strano Q3 (pat) Finocchiaro Q4 (TD) 31yd run Lombardo Q4 (TD) 18yd run Pringle Q4 (tpc) | Marcatori | Ricchiuti Q3 (TD) 16yd pass from Terry Barber Ricchiuti Q3 (tpc) Monaco Q4 (TD) 9yd pass from Terry Barber Socci Q4 (TD) 21yd pass from Terry Barber |

#### Week 4
| Taranto 8 giugno 2003 | Delfini Taranto | 6 – 14 | Corsari Palermo | Stadio Erasmo Iacovone |

| Palermo 8 giugno 2003 | Sharks Palermo | 21 – 14 | Elephants Catania | Velodromo Paolo Borsellino |

#### Week 5
| Catania 14 giugno 2003 | Elephants Catania | 0 – 0 | Corsari Palermo | Stadio Santa Maria Goretti |

| Palermo 14 giugno 2003 | Sharks Palermo | 8 – 0 (d.g.s.) | Delfini Taranto | Velodromo Paolo Borsellino |

#### Week 6
| Taranto 22 giugno 2003 | Delfini Taranto | 12 – 43 | Elephants Catania | Stadio Erasmo Iacovone |

| Palermo 22 giugno 2003                                                                                              | Sharks Palermo | 14 – 26 (6-6 0-6 0-8 8-6)                          | Corsari Palermo | Stadio Luis Ribolla |
| \| \| \| \| \| ? Q1 (TD) ? Q4 (TD) ? Q4 (tpc) \| Marcatori \| ? Q1 (TD) ? Q2 (TD) ? Q3 (TD) ? Q3 (tpc) ? Q4 (TD) \| |                |                                                    |                 |                     |
| |                |                                                    |                 |                     |
| ? Q1 (TD) ? Q4 (TD) ? Q4 (tpc)                                                                                      | Marcatori      | ? Q1 (TD) ? Q2 (TD) ? Q3 (TD) ? Q3 (tpc) ? Q4 (TD) |                 |                     |

### Classifica
| Pos. | Squadra           | %V   | G | V | N | P | PF  | PS  |
| ---- | ----------------- | ---- | - | - | - | - | --- | --- |
| 1    | Sharks Palermo    | .750 | 6 | 4 | 1 | 1 | 123 | 80  |
| 2    | Elephants Catania | .667 | 6 | 3 | 2 | 1 | 135 | 87  |
| 3    | Corsari Palermo   | .583 | 6 | 3 | 1 | 2 | 110 | 66  |
| 4    | Delfini Taranto   | .000 | 6 | 0 | 0 | 6 | 50  | 185 |

## Playoff
|  | Semifinali | Semifinali        | Semifinali |                |    | I Elevenbowl      | I Elevenbowl | I Elevenbowl |  |
|  |            |                   |            |                |    |                   |              |              |  |
|  | 2          | Elephants Catania | 36         |                |    |                   |              |              |  |
|  | 2          | Elephants Catania | 36         |                |    |                   |              |              |  |
|  | 3          | Corsari Palermo   | 24         |                |    |                   |              |              |  |
|  | 3          | Corsari Palermo   | 24         |                | 2  | Elephants Catania | 14           |              |  |
|  |            |                   |            |                | 2  | Elephants Catania | 14           |              |  |
|  |            |                   | 1          | Sharks Palermo | 18 |                   |              |              |  |
|  | 1          | Sharks Palermo    | 1          | Sharks Palermo | 18 | 42                |              |              |  |
|  | 1          | Sharks Palermo    |            |                |    |                   |              |              |  |
|  | 4          | Delfini Taranto   | 0          |                |    |                   |              |              |  |

| Catania 5 luglio 2003 | Elephants Catania | 34 – 26 (6-6 12-12 8-0 8-8) | Corsari Palermo | Stadio Santa Maria Goretti |
| \| \| \| \| \| Lombardo Q1 (TD) run Lombardo Q2 (TD) run Pringle Q2 (TD) run Lombardo Q3 (TD) run Lombardo Q3 (tpc) Lombardo Q4 (TD) run ? Q4 (tpc) \| Marcatori \| Benitez Hernandez Q1 (TD) run Benitez Hernandez Q2 (TD) run Benitez Hernandez Q2 (TD) run Di Fede Q4 (TD) pass from Federico Benitez Hernandez Di Fede Q4 (tpc) \| |                   | |                 |                            |
| |                   | |                 |                            |
| Lombardo Q1 (TD) run Lombardo Q2 (TD) run Pringle Q2 (TD) run Lombardo Q3 (TD) run Lombardo Q3 (tpc) Lombardo Q4 (TD) run ? Q4 (tpc) | Marcatori         | Benitez Hernandez Q1 (TD) run Benitez Hernandez Q2 (TD) run Benitez Hernandez Q2 (TD) run Di Fede Q4 (TD) pass from Federico Benitez Hernandez Di Fede Q4 (tpc) |                 |                            |

| Palermo 6 luglio 2003 | Sharks Palermo | 42 – 0 (14-0 15-0 7-0 6-0) | Delfini Taranto | Stadio Luis Ribolla\| Arbitro: \| G. Rizzello \| |
| Arbitro:              | G. Rizzello    |                            |                 |                                                  |

### I Elevenbowl
Il I Elevenbowl si è disputato il 12 luglio 2003 a Palermo, ed ha visto gli Sharks Palermo superare gli Elephants Catania per 18 a 14.
- Sharks Palermo campioni d'Italia FIDAF 2003.

| Palermo 12 luglio 2003, ore 20:30                                                                                 | Sharks Palermo | 18 – 14 (12-0 0-0 0-14 6-0)                       | Elephants Catania | Velodromo Paolo Borsellino |
| \| \| \| \| \| ? Q1 (TD) ? Q1 (TD) ? Q4 (TD) \| Marcatori \| Pringle Q3 (TD) run Fierli Q3 (TD) run ? Q3 (tpc) \| |                |                                                   |                   |                            |
| |                |                                                   |                   |                            |
| ? Q1 (TD) ? Q1 (TD) ? Q4 (TD)                                                                                     | Marcatori      | Pringle Q3 (TD) run Fierli Q3 (TD) run ? Q3 (tpc) |                   |                            |